# Parapenaeopsis
Parapenaeopsis is een geslacht van kreeftachtigen uit de klasse van de Malacostraca (hogere kreeftachtigen).

## Soorten
- Parapenaeopsis acclivirostris Alcock, 1905
- Parapenaeopsis amicas Nguyen Van Chung, 1971
- Parapenaeopsis aroaensis Hall, 1962
- Parapenaeopsis balli Burkenroad, 1934
- Parapenaeopsis cornuta (Kishinouye, 1900)
- Parapenaeopsis coromandelica Alcock, 1906
- Parapenaeopsis gracillima Nobili, 1903
- Parapenaeopsis hardwickii (Miers, 1878)
- Parapenaeopsis longirostris Chandra & Bhattacharya, 2004
- Parapenaeopsis nana Alcock, 1905
- Parapenaeopsis sculptilis (Heller, 1862)
- Parapenaeopsis stylifera (H. Milne Edwards, 1837 [in H. Milne Edwards, 1834-1840])
- Parapenaeopsis tenella (Spence Bate, 1888)